# 퍼펙트 그레이드
퍼펙트 그레이드(영어: Perfect Grade, PG, 일본어: パーフェクトグレード)는 반다이가 발매하는 프라모델 시리즈의 브랜드 이름이다. 최초의 퍼펙트 그레이드 제품은 애니메이션 《신세기 에반게리온》에 등장하는 에반게리온 초호기이다. 주력 상품은 애니메이션 《건담 시리즈》에 등장하는 모빌 슈트(MS)의 1/60 스케일 키트이다.

## 컨셉
제1탄인 "에반게리온"은 궁극의 에반게리온을 개발한다는 컨셉으로 상품화되었다. 제2탄인 "건담"은 "진짜", "궁극의 건프라"를 구현하는 것을 컨셉으로, 내부 메커니즘의 재현, 정밀한 파츠 분할, 전식(電飾) 파츠의 채용 등 당시의 최신 기술을 투입한 모델로 개발되었다. 이후 모델에서도 항상 최신 기술을 적용하여 "건프라의 최고봉 브랜드"로 자리매김하며 개발이 계속되고 있다. PG에 적용된 신기술은 다른 등급의 시리즈에서도 적용되는 경우도 많고, 전반적인 건프라의 품질 향상으로도 이어지고 있다.
PG 시리즈의 경향인 고밀도화로 총 부품수가 1,000개가 넘어가는 경우도 있다.

## 라인업

### 일반판
다음의 표는 일반판으로 발매된 제품들이다.
| No. | 제품명                          | 발매일                | 가격 (세금 제외) | 가격 (세금 포함) | 비고                             |
| --- | ------------------------------- | --------------------- | ---------------- | ---------------- | -------------------------------- |
| 01  | RX-78-2 건담                    | 1998년 11월 발매      | 12,000엔         | 13,200엔         |                                  |
| 02  | 자쿠 II                         | 1999년 3월 발매       | 12,000엔         | 13,200엔         |                                  |
| 03  | 샤아 전용 자쿠 II               | 1999년 7월 발매       | 12,000엔         | 13,200엔         |                                  |
| 04  | Z 건담                          | 2000년 3월 발매       | 20,000엔         | 22,000엔         |                                  |
| 05  | 윙 건담 제로 EW                 | 2000년 11월 23일 발매 | 15,000엔         | 16,500엔         |                                  |
| 06  | 건담 Mk-II (에우고 컬러)        | 2001년 11월 발매      | 15,000엔         | 16,500엔         |                                  |
| 07  | 건담 Mk-II (티탄즈 컬러)        | 2002년 7월 발매       | 15,000엔         | 16,500엔         |                                  |
| 08  | 건담 GP01/Fb                    | 2003년 11월 발매      | 20,000엔         | 22,000엔         |                                  |
| 09  | 스트라이크 건담                 | 2004년 11월 발매      | 14,000엔         | 15,400엔         |                                  |
| 10  | 스카이 그래스퍼+에일 스트라이커 | 2005년 6월 11일 발매  | 5,000엔          | 5,500엔          |                                  |
| 11  | 스트라이크 루즈+스카이 그래스퍼 | 2005년 8월 27일 발매  | 19,000엔         | 20,900엔         |                                  |
| 12  | 건담 아스트레이 레드 프레임     | 2009년 3월 발매       | 18,000엔         | 19,800엔         |                                  |
| 13  | 더블오 라이저                   | 2009년 11월 26일 발매 | 25,000엔         | 27,500엔         |                                  |
| 14  | 스트라이크 프리덤 건담          | 2010년 12월 11일 발매 | 25,000엔         | 27,500엔         |                                  |
| 15  | 유니콘 건담                     | 2014년 12월 13일 발매 | 20,000엔         | 22,000엔         |                                  |
| 16  | 유니콘 건담 2호기 밴시 노른     | 2015년 9월 30일 발매  | 22,000엔         | 24,200엔         |                                  |
| 17  | 건담 엑시아                     | 2017년 12월 2일 발매  | 18,000엔         | 19,800엔         | 라이팅 모델은 세전 가격 32,000엔 |
| 18  | 더블오 건담 세븐 소드/G         | 2018년 12월 15일 발매 | 23,000엔         | 25,300엔         |                                  |
| 19  | 퍼펙트 스트라이크 건담          | 2020년 2월 22일 발매  | 25,000엔         | 27,500엔         |                                  |
| 20  | 언리쉬드 RX-78-2 건담           | 2020년 12월 19일 발매 | 25,000엔         | 27,500엔         |                                  |
| 21  | 언리쉬드 뉴 건담                | 2026년 1월 발매       | 60,000엔         | 66,000엔         |                                  |

### 한정판
다음의 표는 한정판으로 발매된 제품들이다.
| No. | 제품명                                                       | 발매일               | 가격 (세금 제외) | 가격 (세금 포함) | 비고                 |
| --- | ------------------------------------------------------------ | -------------------- | ---------------- | ---------------- | -------------------- |
|     | 건담 Mk-II 멀티 코팅 버전                                    | 2005년 8월 1일 발매  | 30,000엔         | 31,428엔         | 이벤트 한정          |
|     | 에일 스트라이크 건담+스카이 그래스퍼 (클리어 펄 시프트 버전) | 2006년 8월 19일 발매 | 40,000엔         | 41,905엔         | 이벤트 한정          |
|     | 샤아 전용 자쿠 II (풀 컬러 코팅 버전)                        | 2006년 8월 23일 발매 | 25,000엔         | 26,191엔         | 이벤트 한정          |
|     | RX-78-2 건담+웨폰즈 애니메이션 컬러 버전                     | 2006년 8월 23일 발매 | 14,000엔         | 14,667엔         | 이벤트 한정          |
|     | RX-78-2 건담 (오오카와라 쿠니오 일러스트 이미지 컬러 버전)   | 2007년 8월 18일 발매 | 15,000엔         | 15,715엔         | 이벤트 한정          |
|     | 자쿠 II+웨폰즈 애니메이션 컬러 버전                          | 2008년 8월 30일 발매 | 14,000엔         | 14,667엔         | 이벤트 한정          |
|     | 유니콘 건담용 FA 확장 유닛                                   | 2015년 1월 10일 발매 | 6,500엔          | 7,150엔          | 프리미엄 반다이 한정 |
|     | 확장 유닛 암드 아머 VN/BS                                    | 2015년 10월 3일 발매 | 4,000엔          | 4,400엔          | 프리미엄 반다이 한정 |
|     | 유니콘 건담 (최종 결전 Ver.)                                 | 2016년 2월 3일 발매  | 24,000엔         | 26,400엔         | 프리미엄 반다이 한정 |
|     | 유니콘 건담 3호기 페넥스                                     | 2017년 2월 발매      | 40,000엔         | 44,000엔         | 프리미엄 반다이 한정 |
|     | 트란잠 라이저                                                | 2017년 6월 발매      | 27,500엔         | 30,250엔         | 프리미엄 반다이 한정 |
|     | 트란잠 라이저 클리어 컬러 바디                               | 2017년 6월 발매      | 3,800엔          | 4,180엔          | 프리미엄 반다이 한정 |
|     | 건담 아스트레이 레드 프레임 [메탈릭]                         | 2017년 8월 발매      | 18,000엔         | 19,800엔         | 건담베이스 한정      |
|     | 유니콘 건담 2호기 밴시 노른 (최종 결전 Ver.)                 | 2018년 2월 발매      | 22,000엔         | 24,200엔         | 프리미엄 반다이 한정 |
|     | 건담 엑시아용 리페어 파츠 세트                               | 2018년 3월 발매      | 4,000엔          | 4,400엔          | 프리미엄 반다이 한정 |
|     | 건담 아스트레이 레드 프레임 改                               | 2018년 6월 발매      | 23,000엔         | 25,300엔         | 프리미엄 반다이 한정 |
|     | G-3 건담 [엑스트라 피니시]                                   | 2018년 6월 발매      | 24,000엔         | 26,400엔         | 건담베이스 한정      |
|     | 건담 엑시아 클리어 컬러 바디                                 | 2018년 12월 발매     | 3,500엔          | 3,850엔          | 프리미엄 반다이 한정 |
|     | 스트라이크 건담용 퍼펙트 스트라이크 건담 확장 파츠           | 2020년 2월 1일 발매  | 8,000엔          | 8,800엔          | 프리미엄 반다이 한정 |
|     | RX-78-2 건담 [티타늄 피니시]                                 | 2020년 5월 30일 발매 | 25,000엔         | 27,500엔         | 건담베이스 한정      |
|     | 유니콘 건담 3호기 페넥스 (내러티브 Ver.)                     | 2021년 1월 발매      | 48,000엔         | 52,800엔         | 프리미엄 반다이 한정 |
|     | 유니콘 건담 3호기 페넥스용 내러티브 Ver. 확장 세트           | 2021년 1월 발매      | 8,000엔          | 8,800엔          | 프리미엄 반다이 한정 |
|     | 언리쉬드 RX-78-2 건담 클리어 컬러 바디                       | 2021년 3월 발매      | 4,500엔          | 4,950엔          | 프리미엄 반다이 한정 |
|     | 유니콘 건담 퍼펙티빌리티                                     | 2022년 1월 발매      | 30,000엔         | 33,000엔         | 프리미엄 반다이 한정 |
|     | 유니콘 건담 퍼펙티빌리티용 디바인 확장 세트                  | 2022년 1월 발매      | 6,500엔          | 7,150엔          | 프리미엄 반다이 한정 |

## 같이 보기
- 건프라
- 마스터 그레이드 (MG)